# Metagonia auberti
Metagonia auberti là một loài nhện trong họ Pholcidae. Loài này được phát hiện ở Frans-Guyana.